# 473

## Události
- Gótové opouští Panonii a vydávají se dvěma směry – na Byzanc a do Itálie.

## Úmrtí
- ? – Eutymius Veliký, světec (* 377)

## Hlavy států
- Papež – Simplicius (468–483)
- Byzantská říše – Leon I. (457–474)
- Západořímská říše – Glycerius (473–474)
- Franská říše – Childerich I. (458–481)
- Perská říše – Péróz I. (459–484)
- Ostrogóti – Theodemir (465/470–474)
- Vizigóti – Eurich (466–484)
- Vandalové – Geiserich (428–477)